# الجذاء (السبرة)

تعديل مصدري - تعديل

الجذاء محلة تابعة لقرية المقيبرة، التابعة لعزلة التربة بمديرية السبرة إحدى مديريات محافظة إب في الجمهورية اليمنية، بلغ تعداد سكانها 156 حسب تعداد اليمن لعام 2004.